# يو إف سي 237
يو إف سي 237: ناماجوناس ضد أندرادي (بالإنجليزية: UFC 237: Namajunas vs. Andrade)‏ هو حدث لفنون القتال المختلطة نظمته يو إف سي، أُقيم في 11 مايو 2019، على تي موبايل أرينا في ريو دي جانيرو، البرازيل.